# Лондонский марафон

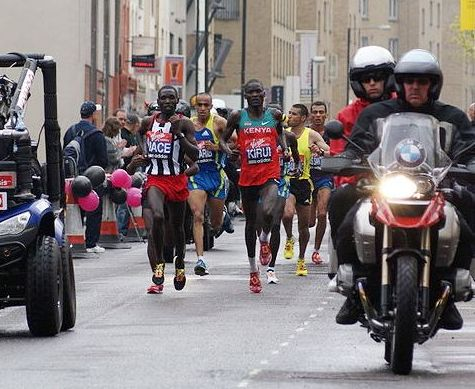
Лидеры Лондонского марафона 2010

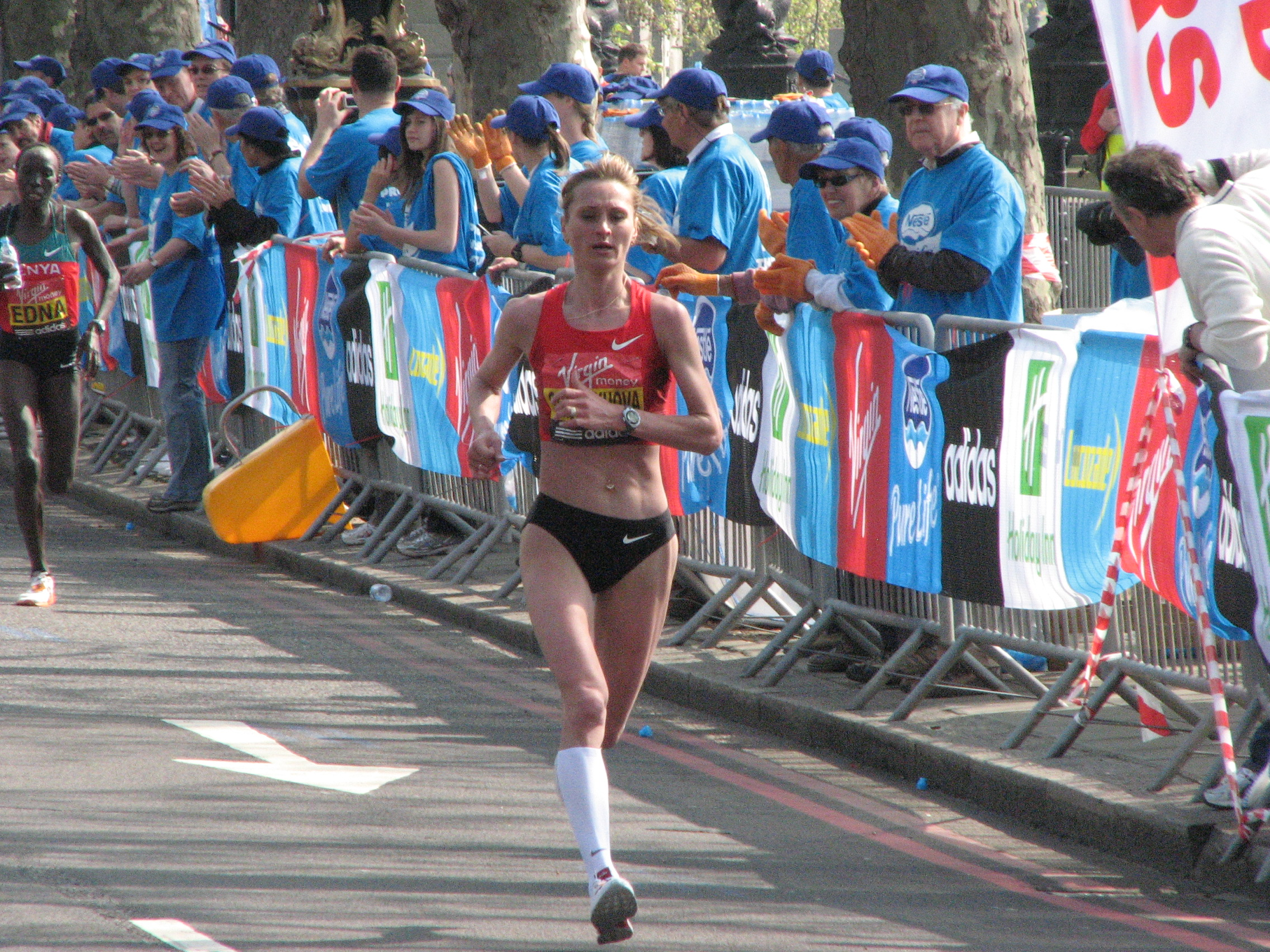
Лилия Шобухова из России бежит в Лондонском марафоне 2011 (займёт второе место)

Лондонский марафон (англ. London Marathon) — марафон, проводящийся в Лондоне каждую весну с 1981 года. Соревнование является одним из престижнейших и самых массовых забегов в мире. Является одним из организаторов и старейших членов AIMS. В 2005 году вышел из состава AIMS и организовал новую лигу из шести марафонов World Marathon Majors.
Первый забег был проведен в 1981 году по инициативе призёров Олимпийских игр по стипль-чезу Криса Брашера и Джона Дизли. Участники стартовали из Блэкхита, пробегали в районе Темзы по Мэллу, мимо Сент-Джеймсского дворца. Однако, с тех пор маршрут неоднократно менялся.
В 1996—2009 годах спонсором марафона была компания Unilever, рекламировавшая бренд маргарина «Flora». С 2010 года официальное название соревнования — «Virgin London Marathon» в честь нового спонсора Virgin Money (Virgin Group).
На Лондонском марафоне однажды был установлен мировой рекорд среди мужчин. Уроженец Марокко Халид Ханнуши, выступающий за США, в 2002 году пробежал дистанцию за 2 часа 5 минут 38 секунд. Женщины устанавливали мировой рекорд четыре раза.
Кениец Элиуд Кипчоге является четырёхкратным победителем Лондонского марафона. Мексиканец Дионисио Серон, португалец Антониу Пинту и кениец Мартин Лель выигрывали марафон по три раза. Среди женщин по количеству побед лидирует норвежка Ингрид Кристиансен, которая четыре раза финишировала первой. Российские спортсмены имеют по одной победе: в 1991 году на дистанции одержал победу Яков Толстиков, а в 2010 году победила Лилия Шобухова (в 2011 году — серебро).
Кроме марафонского забега, с 1983 года проводятся заезды среди колясочников. Для детей 11-17 лет, в том числе и с ограниченными возможностями, проводится мини-марафон, его маршрут — последние три мили Лондонского марафона.
Марафон по телевидению транслирует BBC, используя в качестве музыкальной темы музыку британского композитора Рона Гудвина из кинофильма 1966 года «Капкан» («The Trap»).
В 2017 году кенийка Мэри Кейтани выиграла Лондонский марафон, установив мировой рекорд для женских забегов — 2:17.01.
В 2023 году Келвин Киптум установил рекорд трассы (2:01.25), показав второй результат в истории марафона.